# 156P/Russell-LINEAR
156P/Russell-LINEAR – kometa krótkookresowa, należąca do rodziny komet Jowisza.

## Odkrycie
Po raz pierwszy kometę dostrzegł astronom Kenneth S. Russell (Obserwatorium Siding Spring, Australia) jako rozmyty ślad na zdjęciach wykonanych 3 września 1986 roku. Jednak inni astronomowie nie potwierdzili jej istnienia i Centralne Biuro Telegramów Astronomicznych nigdy oficjalnie nie ogłosiło tego odkrycia. W listopadzie 1993 roku Carolyn Shoemaker dostrzegła obiekt, który uznała za planetoidę, otrzymał on prowizoryczne oznaczenie 1993 WU, lecz nie był śledzony dalej.
Po raz trzeci kometa została odkryta 31 sierpnia 2000 roku w ramach programu LINEAR i oznaczona numerem 2000 QD181. 6 listopada tego samego roku, także w ramach programu LINEAR skatalogowano obiekt 2000 XV43. W styczniu 2001 Timothy Spahr ogłosił, że 1993 WU, 2000 QD181 i 2000 XV43 to ten sam obiekt. W kwietniu 2003 Spahr ogłosił, że jest to także ten sam obiekt, który obserwował Russell we wrześniu 1986 roku.

## Orbita komety
Orbita komety 156P/Russell-LINEAR ma kształt elipsy o mimośrodzie 0,56. Jej peryhelium znajduje się w odległości 1,58 j.a., aphelium zaś 5,61 j.a. od Słońca. Jej okres obiegu wokół Słońca wynosi 6,82 roku, nachylenie orbity do ekliptyki to wartość 20,79˚.